# أرون زاكس
أرون زاكس (بالإنجليزية: Aaron Sachs)‏ هو عازف كلارينيت وعازف جاز أمريكي، ولد في 4 يوليو 1923 في نيويورك في الولايات المتحدة، وتوفي في 5 يونيو 2014.

## وصلات خارجية
- أرون زاكس على موقع ميوزك برينز (الإنجليزية)
- أرون زاكس على موقع أول ميوزيك (الإنجليزية)
- أرون زاكس على موقع ديسكوغز (الإنجليزية)